# 楊氏淺色小豹蛺蝶
楊氏淺色小豹蛺蝶（学名：Boloria pales yangi）為已滅絕的台灣特有亞種的蝴蝶，為一種小型蛺蝶，模式產地為台中市的梨山。翅腹面於前翅與翅背面較類似，翅端處有斑駁的紅褐色與黃白色斑紋，又名龍女寶蛺蝶、直緣小豹蛺蝶、珀豹蛺蝶，为蛺蝶科寶蛺蝶屬下的一个种。後翅由紅褐色、黃白色、白色與黑褐色紋組成斑駁花紋。

## 發現經過
1964年，時任中興大學昆蟲系教授的楊仲圖前往梨山地區採獲此蝶後，便把牠放置於中興大學標本館內，但這一放就是三十年。直至1994年，從小對蝴蝶有濃厚興趣的顏聖紘（現為國立中山大學生物科學系副教授）進入中興大學昆蟲系就讀，在這段求學期間，他開始檢查裡面堆積如山的標本。在找到這種當時尚未定名的新種類蝴蝶後，他馬上把消息告知在美國加州大學柏克萊分校攻讀博士的徐堉峰（現為國立臺灣師範大學生命科學系教授）。
徐堉峰看到標本後大感震驚，前往大英博物館進行比對後，確認其為僅分佈在台灣的新亞種蝴蝶。
蝶類學者艾克力獲悉此事後，對於這種只分佈在青藏高原及歐洲的溫帶草原性蝴蝶，竟會在數千公里外台灣發現，感到頗為訝異。為感佩楊仲圖在學術上諸多貢獻，便以他的姓氏做為這隻蝴蝶的學名。